# Hebenstretia
Hebenstretia es un género con 47 especies de plantas de flores perteneciente a la familia Scrophulariaceae. 

## Especies seleccionadas
- Hebenstretia alba
- Hebenstretia albiflora
- Hebenstretia anomala
- Hebenstretia augusta
- Hebenstretia aurea
- Hebenstretia dentata

- Datos: Q2357658
- Multimedia: Hebenstretia / Q2357658
- Especies: Hebenstretia